# Moderni petoboj na OI 2012.
Moderni petoboj na OI 2012. u Londonu održavao se 11. i 12. kolovoza. Natjecanja su se održavala u Copper Boxu (mačevanje), Olimpijskom centru za vodene sportove (plivanje) te Greenwich Parku (trčanje, jahanje, streljaštvo). Natjecalo se u 5 različitih sportova: mačevanju, streljaštvu, jahanju, plivanju i trčanju. Zbrajaju se rezultati iz svih sportova te se tako dobije konačni plasman. 

## Osvajači odličja
| Kategorija | Zlato                    | Srebro                                 | Bronca               |
| Muškarci   | David Svoboda Češka      | Cao Zhongrong Kina                     | Ádám Marosi Mađarska |
| Žene       | Laura Asadauskaitė Litva | Samantha Murray Ujedinjeno Kraljevstvo | Yane Marques Brazil  |